# Championnat du Luxembourg de football 1945-1946
Navigation
Saison précédente Saison suivante
La saison 1945-1946 du Championnat du Luxembourg de football était la 32e édition du championnat de première division au Luxembourg. Dix clubs sont regroupés au sein d'une poule unique où ils se rencontrent deux fois, à domicile et à l'extérieur. En fin de saison, les 2 premiers de Promotion d'Honneur (la deuxième division luxembourgeoise) sont promus pour permettre le passage du championnat de 10 à 12 clubs.
C'est le Stade Dudelange qui remporte à nouveau le championnat après avoir terminé en tête du classement final, avec 8 points d'avance sur l'autre club de la ville, l'US Dudelange et 11 sur le Progrès Niedercorn. Il s'agit du 4e titre de champion du Luxembourg de l'histoire du club.

## Les 10 clubs participants
| - CA Spora Luxembourg - CS Pétange - Promu de Promotion d'Honneur - Chiers Rodange - CS Fola Esch - Promu de Promotion d'Honneur - Progrès Niedercorn | - The National Schifflange - Stade Dudelange - Union Luxembourg - US Dudelange - Red Boys Differdange |

## Compétition

### Classement
Le barème utilisé pour établir le classement est le suivant :
- Victoire : 2 points
- Match nul : 1 point
- Défaite, forfait ou abandon : 0 point

| Rang | Équipe                   | Pts | J  | G  | N | P  | Bp | Bc | Diff |
| ---- | ------------------------ | --- | -- | -- | - | -- | -- | -- | ---- |
| 1    | Stade Dudelange (T)      | 32  | 18 | 15 | 2 | 1  | 62 | 15 | +47  |
| 2    | US Dudelange             | 24  | 18 | 11 | 2 | 5  | 53 | 32 | +21  |
| 3    | Progrès Niedercorn       | 21  | 18 | 9  | 3 | 6  | 45 | 41 | +4   |
| 4    | Red Boys Differdange     | 20  | 18 | 10 | 0 | 8  | 36 | 28 | +8   |
| 5    | CA Spora Luxembourg      | 18  | 18 | 8  | 2 | 8  | 28 | 41 | -13  |
| 6    | Chiers Rodange           | 15  | 18 | 6  | 3 | 9  | 23 | 32 | -9   |
| 7    | The National Schifflange | 15  | 18 | 6  | 3 | 9  | 35 | 53 | -18  |
| 8    | Union Luxembourg         | 13  | 18 | 5  | 3 | 10 | 34 | 32 | +2   |
| 9    | CS Fola Esch (P)         | 13  | 18 | 5  | 3 | 10 | 26 | 44 | -18  |
| 10   | CS Pétange (P)           | 9   | 18 | 3  | 3 | 12 | 26 | 50 | -24  |

|  | Champion du Luxembourg 1945-1946                                                             |
|  | (T) Tenant du titre (C) Vainqueur de la Coupe du Luxembourg (P) Promu de Promotion d'Honneur |

## Bilan de la saison
| Championnat du Luxembourg de football 1945-1946 |                                       |
| Champion                                        | Stade Dudelange (4e titre)            |
| Coupes et trophées                              |                                       |
| Vainqueur de la Coupe du Luxembourg 1945-1946   | Jeunesse d'Esch (Promotion d'Honneur) |
| Promotions et relégations                       |                                       |
| Promus en Division d'Honneur                    | Racing Rodange                        |
| Promus en Division d'Honneur                    | Jeunesse d'Esch                       |
| Relégués en Promotion d'Honneur                 | Aucun                                 |